# 울산 불당골 마애여래입상
울산 불당골 마애여래입상은 울산광역시 동구 서부동 마골산 중턱에 있는, 화강암으로 만들어진 불상이다. 2018년 3월 2일 울산 동구의 향토문화재 제10호로 지정되었다가, 2019년 4월 4일 제7호로 지정번호가 변경되었다.

## 지정 사유
불당골 마애여래입상은 마골산(摩骨山) 남동쪽 해발고도 112m 지점에 위치한 통일신라시대 말기에 제작된 불상으로 추정되는 작품이다.
화강암으로 된 높이 200cm, 폭 160cm의 자연바위 남면에 조각한 노천불로 바위 전체에 거신광(擧身光)을 위쪽은 넓게, 아래쪽은 좁게 표현하고 있다. 바위 중앙에 조각된 불상은 전체 높이 127cm의 입상으로 통일신라시대 조성된 마애불 가운데 규모가 작은 편에 속한다.
불두(佛頭)와 상반신은 다소 깊게 표현하고, 다리와 대좌(臺座)는 상대적으로 얕게 표현하고 있다. 머리는 소발(素髮)로 조식하고, 위로는 높고 큼직한 육계(肉髻)가 남아 있다. 상호는 전체적으로 마모가 심하여 이목 구비가 뚜렷하지 않지만 옅은 고졸(古拙)한 미소가 남아 있다.